# Im Garten des Vaters
Im Garten des Vaters (niederländisch Knielen op een bed violen) ist ein Roman von Jan Siebelink aus dem Jahr 2005. Die deutsche Übersetzung stammt von Bettina Bach und erschien 2007 im Arche Verlag in Zürich und Hamburg. Das Buch wurde in den Niederlanden mit 700.000 verkauften Exemplaren (Stand 2016) ein Bestseller. Verfilmt wurde der Roman im Jahre 2016.

## Inhalt
Hans Sievez und seine Frau und Jugendliebe Margje führen ein glückliches Familienleben in ihrer kleinen Gärtnerei. Beide müssen hart arbeiten, damit der Betrieb genügend Auskommen für die Familie abwirft. Aber ihre bedingungslose Liebe zueinander macht sie stark.
Eines Tages begegnet Hans dem Prediger einer streng protestantischen Sekte, Jozef Mieras, der ihm von seiner Sicht auf Gott erzählt und der in ihm die Erinnerung an seine schwere Kindheit am Rande des Moors und die streng religiöse Erziehung des Vaters entfacht. Als Hans dann eine tiefe religiöse Erfahrung macht, ist er davon überzeugt, direkten Kontakt mit Gott gehabt zu haben und berufen zu sein. Bei der an dieses Erlebnis sich anschließenden Suche nach dem Sinn des Lebens und dem ewigen Leben verliert Hans die reale Welt mehr und mehr aus den Augen, genauso wie auch den Kontakt zu seiner Umgebung. Er gerät in den Bann des streng religiösen Sektenglaubens, so dass sich die Entfremdung von seiner Frau und seinen Söhnen noch erhöht. Während Hans zunehmend unter die Kontrolle der Sekte zu entgleiten scheint, kann Margje nur wenig mehr als zusehen, wie die Liebe ihres Lebens langsam aber sicher entschwindet.
Im Garten des Vaters ist eine Liebesgeschichte und ein klassisches Schicksalsdrama über zwei Menschen, die einander innig lieben. Ein berührender Film über die Liebe, den Glauben und darüber, Entscheidungen zu treffen.

## Zeitspanne
Der Roman umspannt etwa vierzig Jahre des 20. Jahrhunderts. Erzählt wird die Periode von 1928 bis 1966. Der Zweite Weltkrieg mit der Besetzung der Niederlande durch die Deutschen spielt nur eine untergeordnete Rolle. Das Hauptaugenmerk liegt auf den Nachkriegsjahren, also der Zeit der Ehe von Margje und Hans Sievez.

## Orte der Handlung

### Lathum
Seine harte, entbehrungsreiche Kindheit verbringt Hans Sievez wenige Kilometer östlich der niederländischen Großstadt Arnheim in einer einsamen Kate am Rande des Moores, unweit des Flüsschens IJssel. Er geht in dem Dorf Lathum zur Volksschule, wo er auch seine Jugendliebe Margje kennenlernt.

### Den Haag
Nach dem Tod seiner Mutter flieht Hans Sievez vor dem gewalttätigen und strenggläubigen Vater und gelangt in das weit entfernte Den Haag, wo er eine Ausbildung zum Gärtner absolviert und mehrere Jahre lebt. Dort lernt Hans auch den Laienprediger Jozef Mieras kennen.

### Velp

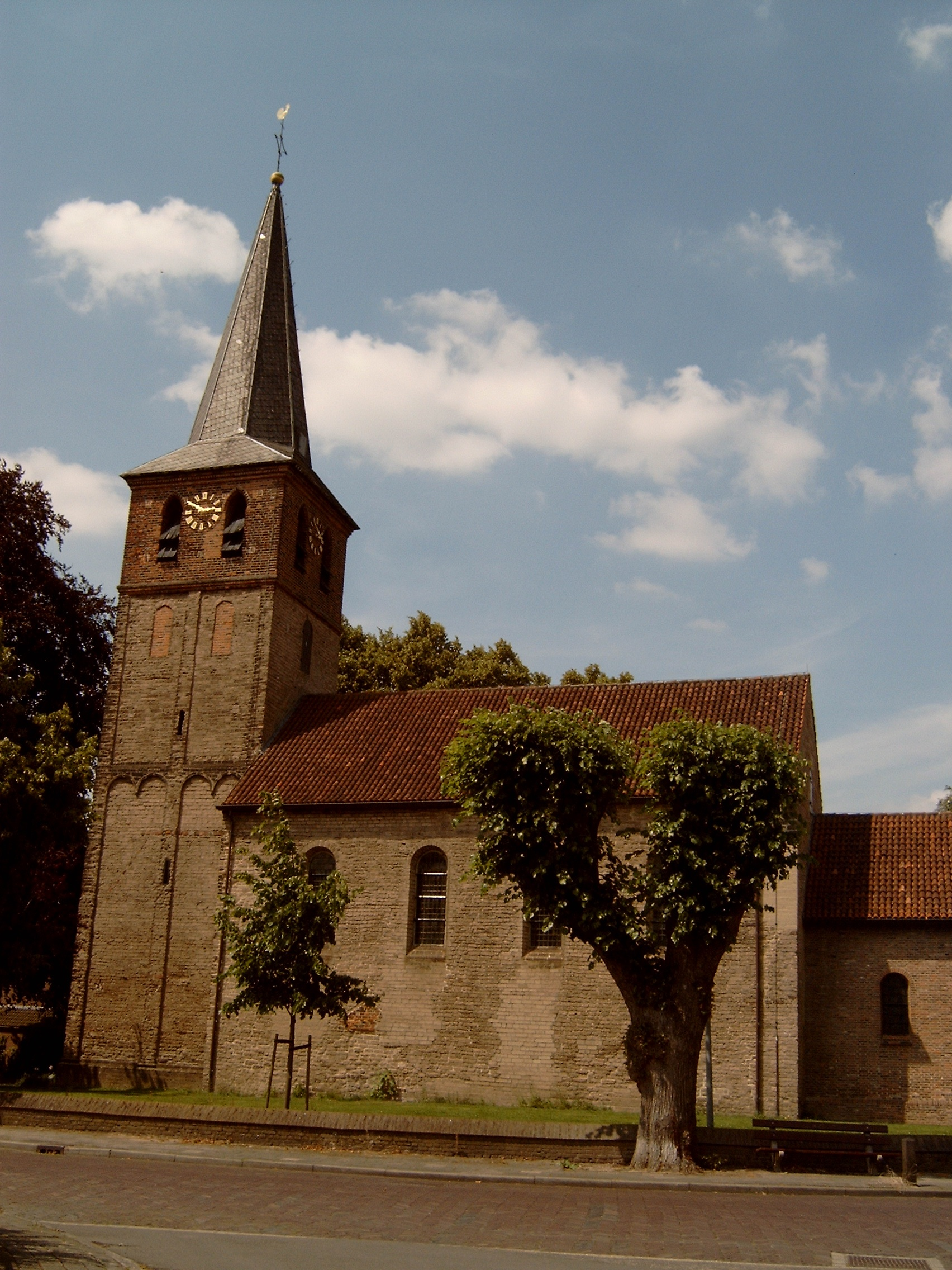
Niederländisch-reformierte Kirche in Velp

Hauptort des Romans ist die Kleinstadt Velp bei Arnheim, das zur Gemeinde Rheden in der Provinz Gelderland gehört. Dort kaufen Hans und Margje Sievez sich im Bergweg ein Grundstück, auf dem sie die kleine Gärtnerei errichten. Die Stadt Velp liegt nur wenige Kilometer vom Ort der Kindheit entfernt. 

#### Autobiografischer Hintergrund (Velp)
Die Eltern des Romanautors, Jan Siebelink Sen. und Antonia Jacoba Hupkes, heirateten im Jahr 1937 in der niederländisch-reformierten Kirche zu Velp (s. Foto). Der Autor (Jan Siebelink Jun.) erblickte ein Jahr später in der Hertogstraat in Velp das Licht der Welt. Im Jahr darauf zog die Familie in den Bergweg 17 um, wo der Vater einen Gärtnerbetrieb aufbaute. Die Gärtnerei hatte den lateinischen Namen "Sempervivens" (immerlebend, immergrün). Neben dem Grundstück lag wie im Roman auch ein Römisch-Katholischer Friedhof "De Wijngaard". Der Vater des Autors hatte auf diesem Friedhof einige Grabstätten zu betreuen. Durch ein Loch in der Hecke des Friedhofes krochen heimlich die Sektenmitglieder, um zu Hans Sievez zu gelangen, ohne dass dessen Frau Martje sie sah. Der Vater des Autors Jan Siebelink verstarb im Jahr 1971, seine Mutter 1984. Das Grundstück, auf dem die Gärtnerei stand, wurde 1974 von der Familie verkauft. Von der Gärtnerei ist heute nichts übrig geblieben.

## Personen

### Kindheit (Erstes Buch, Abschnitt 1)
- Eltern von Hans Sievez, Kap. 1: Vater, Grubenmann in der Ziegelei; Mutter (stirbt in Kap. 5), Veendersteeg, Lathum
- Lehrer der christlich-staatlichen Koning Davidschool, Lathum, Kap. 1
- Mitschüler der Volksschule, Kap. 1
- Margje van Renes, Kap. 1; ihre Eltern, Kap. 6
- Sekte von Torffischern aus Emden, Ostfriesland, Kap. 3
- Herr von Bingerden, Gutsbesitzer; sein Chauffeur, Kap. 4
- Nachbarn, Totengräber, Kap. 5/6
- IJsselfährmann der Fußgängerfähre Lathum-Velp

### Jugend / Ausbildung (Erstes Buch, Abschnitt 2)
- Vorarbeiter / Kollegen in der Gärtnerei De witte lelie, Loosduinse Kade, Den Haag (ab Kap. 10)
- Mevrouw Fleer, Zimmerwirtin in der Laan van Meerdervoort, Den Haag (ab Kap. 11)
- Jozef Mieras (ab Kap. 12)
- Berufsschullehrer in Boskoop (Kap. 16)

### Ehejahre (Erstes Buch, Abschnitt 3)
- Hans und Margje Sievez, Gärtnerei, Bergweg in Velp, Kap. 19
- die Söhne Ruben und Tom; Johanna
- Kunden der Gärtnerei
- Vertreter der Gemeinde von Velp
- wohlhabender Nachbar
- Sektenmitglieder / Laienprediger (Jozef Mieras, Huib Steffen, Chris Ibel)

## Romantitel

### „Knielen op een bed violen“
Der niederländische Titel des Romans Knielen op een bed violen lässt sich übersetzen mit "Knien auf einem Veilchenbeet". Zum einen ist mit diesem Titel an die Gärtnerei der Familie Sievez gedacht: Die im Winter auf den eigenen Knien herangezogenen Beete mit Veilchen / Stiefmütterchen (Viola Cornuta) leuchteten im Frühjahr wie ein blauer Samtteppich. Sie symbolisieren die Schönheit der Natur, aber auch das Glück der Familie Sievez und den Erfolg für die entbehrungsreiche und aufopfernde Arbeit in der Gärtnerei.
Zum anderen bezeichnet das Knien eine religiöse Gebetshaltung. Im Christentum ist das Knien eine Gebetshaltung, und man macht sich so – ohne dazu gezwungen zu werden, aus freiem Willen – „klein“ vor Gott. Es ist beim religiös verstandenen Knien möglicherweise auch an den schöpferischen Aspekt des Lebens zu denken: Der Mensch kann zwar säen und ernten, aber letztendlich ist es Gott, der Pflanzen (und Tiere) leben und gedeihen lässt.
Es wird vermutet, dass dieser doppelte Aspekt des niederländischen Knielen (Knien) als Arbeits- sowie als Gebetshaltung im Deutschen nicht richtig verstanden wird, weshalb man für die deutsche Übersetzung den Titel "Knien auf einem Veilchenbeet" abänderte in "Im Garten des Vaters".

### „Im Garten des Vaters“
Der deutsche Titel des Romans „Im Garten des Vaters“ bezieht sich auf das Märchen Der goldene Vogel aus der Sammlung der Gebrüder Grimm. In dem Märchen steht in dem Garten des Vaters (des Königs) ein Baum, der goldene Äpfel trägt. Diesen Baum sollen die drei Söhne des Königs bewachen, da die Äpfel heimlich von dem Baum gestohlen werden. Der Baum im Königsgarten steht für den Baum des Lebens, der Garten des Vaters für das Paradies. Die Gärtnerei in dem Roman von Jan Siebelink wird als kleines Paradies beschrieben.

## Verfilmung
Der Roman wurde im Jahr 2015/16 in den Niederlanden von dem Regisseur Ben Sombogaart mit Barry Atsma (Hans Sievez) und Noortje Herlaar (Margje Sievez) in den Hauptrollen verfilmt. Kinostart in den Niederlanden war der 25. Februar 2016. Bereits am 13. März 2016 hatten 100.000 Personen den Film besucht und der Film den Status für den niederländischen Filmpreis "Gouden Film" (Goldener Film) erreicht.

## Auszeichnungen
Für den Roman Knielen op een bed violen erhielt der Autor Jan Siebelink im Jahr 2005 den AKO-Literaturpreis.

## Buchausgaben

### Niederländisch
- Jan Siebelink, Knielen op een bed violen, Verlag De Bezige Bij, Amsterdam, Hardcover, 1. Auflage 2005 (55. Auflage, Januar 2016), 445 Seiten, ISBN 978-9023492566 (niederländisch).
- Jan Siebelink, Knielen op een bed violen, Verlag De Bezige Bij, Amsterdam, Taschenbuch (Voordeeleditie), 496 Seiten, ISBN 978-9023416654 (niederländisch).

### Deutsch
- Jan Siebelink, Im Garten des Vaters, Arche Verlag Zürich und Hamburg, Hardcover, 1. Auflage 2007, 528 Seiten, ISBN 978-3716023709 (Deutsch, Übersetzerin Bettina Bach)
- Jan Siebelink, Im Garten des Vaters, dtv München (Deutscher Taschenbuchverlag), Taschenbuch, 1. Auflage 2010, 528 Seiten, ISBN 978-3423140348 (Deutsch, Übersetzerin Bettina Bach)

## Sekundärliteratur
- Fred van Lieburg: Het punt des tijdts. De ware wereld achter 'Knielen op een bed violen' , Verlag De Bezige Bij 2008, 173 S., ISBN 978-90-234-27117.

### Rezensionen
- Rezension von Jochen Hieber, Von der Unfreiheit eines Christenmenschen. In: Frankfurter Allgemeine Zeitung vom 8. Dezember 2007.
- Rezension von Ulrich Baron, Hingabe als Verhängnis. In: Süddeutsche Zeitung vom 17. Dezember 2008.
- Rezension von Ursula März, In den Fängen christlicher Fundamentalisten In: Deutschlandradio Kultur vom 19. Dezember 2007
- Rezension von Frank van Dijl; geschrieben 2005 In: tzum.info, 17. März 2017 (niederländisch).